# Yuen Wo Ping
Yuen Woo-ping (袁和平S, Yuán HépíngP; Canton, 1º gennaio 1945) è un regista, coreografo di arti marziali hongkonghese.

## Carriera
Yuen Woo-ping è figlio di Yuen Siu-tien, ex attore di film di arti marziali. Il suo primo lavoro da regista risale al 1978, con il film Il serpente all'ombra dell'aquila il cui protagonista è Jackie Chan, seguito dopo breve tempo da Drunken Master. I film ebbero un grande successo, tanto che lanciarono Jackie Chan come star cinematografica e resero la Seasonal Films, casa di produzione delle due pellicole, una delle più importanti compagnie indipendenti di produzione cinematografica. Negli anni successivi, Yuen lavorò con attori quali Sammo Hung in Magnificent Butcher (1979), Yuen Biao in Dreadnaught (1981), Donnie Yen in Iron Monkey (1993), e Jet Li e Michelle Yeoh in Tai Chi Master (1993) e Wing Chun (1994).
I lavori di Yuen, in particolare le sue coreografie d'azione per Fist of Legend (1994), attirarono l'attenzione dei fratelli Wachowski, che lo invitarono a lavorare come coreografo di arti marziali nel cult Matrix (1999). L'anno successivo, Yuen lavorò anche alle coreografie del film di successo La tigre e il dragone, collaborazioni che lo portarono ad essere ricercatissimo ad Hollywood e che gli permisero di lavorare, oltre che ai sequel di Matrix, anche ad altre importanti pellicole quali Kill Bill (2003). Per quanto riguarda il cinema di Hong Kong, i suoi lavori più recenti sono Kung Fusion (2004), con Stephen Chow, e Fearless (2006), con Jet Li.
Nel 2008 Yuen ha coreografato le sequenze d'azione di Il regno proibito (2008), film avventuroso d'arti marziali hollywoodiano a cui partecipano per la prima volta insieme due star del genere, Jackie Chan e Jet Li. Nel 2010, invece, ha lavorato come coordinatore degli stuntman per la prima volta in un film indiano, Enthiran, diretto da S. Shankar. Alla fine del 2010, Yuen ha pubblicato il suo primo film da regista dal 1996, True Legend, con Vincent Zhao e Jay Chou come protagonisti. Nel 2009 ha lavorato anche come consigliere per le coreografie di combattimento nel film Ninja Assassin di James McTeigue, il cui protagonista è il sudcoreano Rain.

## Filmografia

### Regista

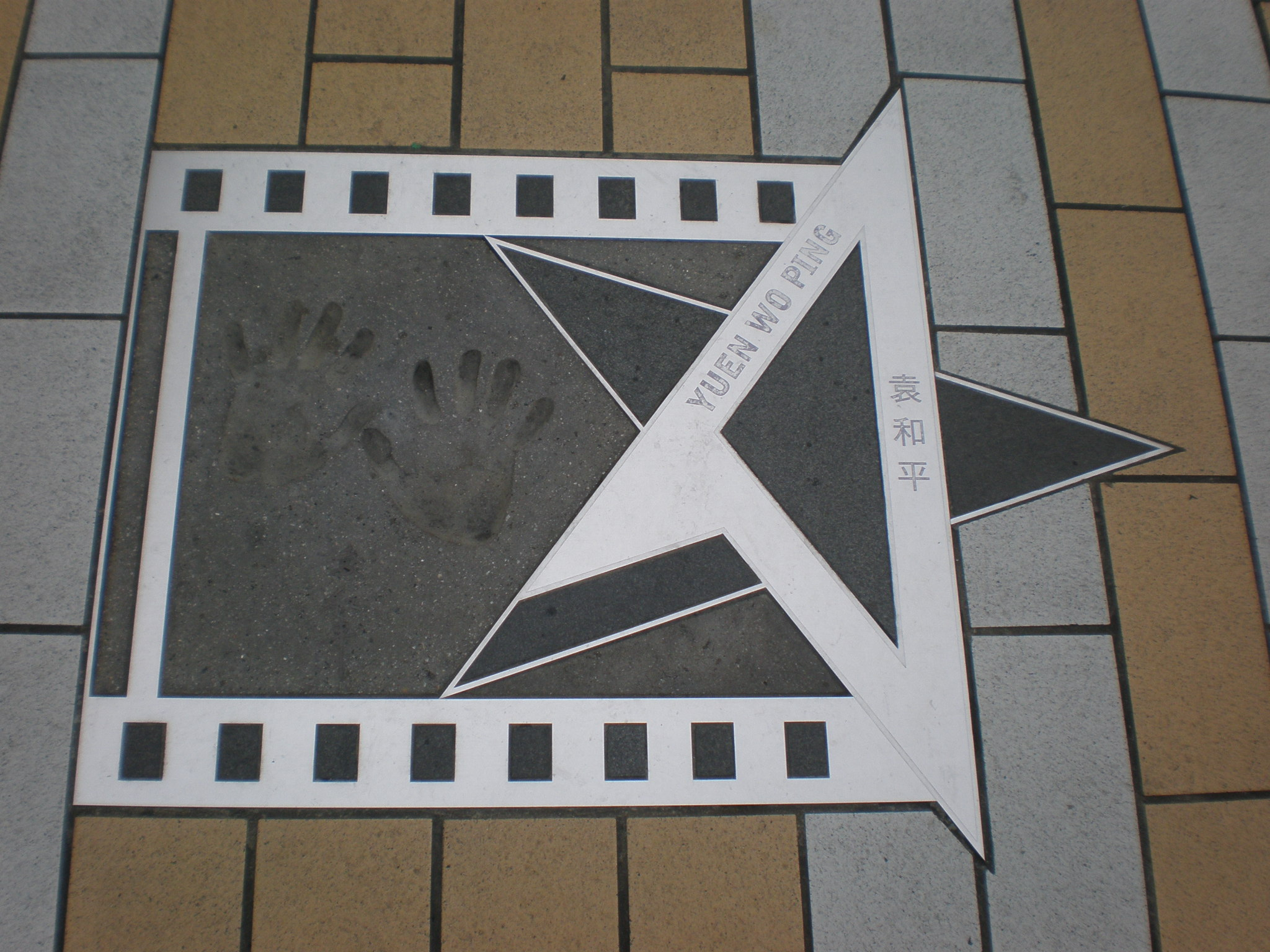
La stella di Yuen nella Avenue of Stars di Hong Kong

- Il serpente all'ombra dell'aquila (Se ying diu sau) (1978)
- Drunken Master (Jui kuen) (1978)
- Dance of the Drunk Mantis (Nan bei zui quan) (1979)
- Magnificent Butcher (Lin shi rong) (1979)
- The Buddhist Fist (Fo Zhang luo han quan) (1980)
- Dreadnaught (Yong zhe wu ju) (1981)
- The Miracle Fighters (Qi men dun jia) (1982)
- Legend of a Fighter (Huo Yuan-Jia) (1982)
- Shaolin Drunkard (Tian shi zhuang xie) (1983)
- Drunken Tai Chi (Xiao tai ji) (1984)
- Mismatched Couples (Qing feng di shou) (1985)
- Dragon Vs. Vampire (Jiang shi pa pa) (1986)
- Tiger Cage (Te jing tu long) (1988)
- Huang jia shi jie zhi IV: Zhi ji zheng ren (1989)
- Xi hei qian (1990)
- Leng mian ju ji shou (1991)
- Last Hero in China (1993)
- Iron Monkey (1993)
- Tai Chi Master (1993)
- Wing Chun (1994)
- Huo yun chuan qi (1994)
- Hu meng wei long (1995)
- Tai ji quan (1996)
- True Legend (Su Qi-er) (2010)
- Crouching Tiger, Hidden Dragon: Sword of Destiny (2016)
- Qimen Dunjia (2017)
- Master Z: Ip Man Legacy (2018)

### Filmografia selezionata come coreografo
- The Bloody Fists (1972)
- Born Invincible (1978)
- Fist of Legend (1994)
- The Water Margin (serie televisiva, 1997)
- Matrix (1999)
- La tigre e il dragone (2000)
- Matrix Reloaded (2003)
- Matrix Revolutions (2003)
- Kill Bill: Volume 1 (2003)
- Kill Bill: Volume 2 (2004)
- Kung Fusion (2004)
- Danny the Dog (2005)
- House of Fury (2005)
- Fearless (2006)
- Il regno proibito (2008)
- Enthiran (2010)
- The Grandmaster (2013)
- Man of Tai Chi (2013)

## Riconoscimenti
- Golden Horse Film Festival
  - 2000 – Miglior coreografia d'azione per La tigre e il dragone[3]
  - 2001 – Candidatura alla miglior coreografia d'azione per Shu shan zheng zhuan[4]
  - 2006 – Candidatura alla miglior coreografia d'azione per Fearless[5]

- Hong Kong Film Awards
  - 1983 – Candidatura alla miglior coreografia d'azione per Fighters Miracle[6]
  - 1993 – Miglior coreografia d'azione per Once Upon a Time in China II[7]
  - 1994 – Candidatura alla miglior coreografia d'azione per Iron Monkey[8]
  - 1995 – Candidatura alla miglior coreografia d'azione per Fist of Legend[9]
  - 1997 – Candidatura alla miglior coreografia d'azione per La vendetta della maschera nera[10]
  - 2001 – Miglior coreografia d'azione per La tigre e il dragone[11]
  - 2002 – Candidatura alla miglior coreografia d'azione per Shu shan zheng zhuan[12]
  - 2005 – Miglior coreografia d'azione per Kung Fusion[13]
  - 2006 – Candidatura alla miglior coreografia d'azione per House of Fury[14]
  - 2007 – Miglior coreografia d'azione per Fearless[15]
  - 2014 – Miglior coreografia d'azione per The Grandmaster[16]
  - 2015 – Candidatura alla miglior coreografia d'azione per E zhan[17]
  - 2016 – Candidatura alla miglior coreografia d'azione per Ip Man 3[18]